# Edmond Novicki
Pour les articles homonymes, voir Nowicki.
Edmond Novicki (dit Mickey), né le 20 septembre 1912 à Krapkowice dans l'Empire allemand, aujourd'hui en Pologne, et mort le 4 octobre 1967 à Lens, est un footballeur français. Il évoluait au poste d'attaquant.

## Clubs successifs
- 1931-1937 :  RC Lens
- 1937-1938 :  Excelsior Roubaix
- 1938-1939 :  SC Fives
- 1940-1941 :  US Le Mans
- 1941-1942 :  FC Sète
- 1944-1945 :  Lille OSC
- 1945-1946 :  RC Lens
- 1946-1947 :  SA Douai

## Équipe de France
- 2 sélections en équipe de France A et 1 but
- Première sélection en équipe de France, le 8 mars 1936, France - Belgique (3-0).
- Premier but en équipe de France, le 24 janvier 1937, France - Autriche (1-2) à la 42e minute.

## Palmarès
- Champion de France de D2 en 1937 avec le Racing Club de Lens
- Finaliste de la Coupe de France en 1942 avec le FC Sète